# Los Álamos (Chile)
Los Álamos ist eine Kommune im Süden Chiles. Sie liegt in der Provinz Arauco in der Región del Biobío. Sie hat 21.035 Einwohner und liegt ca. 100 Kilometer südlich von Concepción, der Hauptstadt der Region.

## Geschichte
Ursprünglich wurde das Gebiet der Gemeinde von den Mapuche besiedelt. 1558 kam es im Zuge des Arauco-Krieges bei Antihuala, das sich heute auf dem Gebiet der Gemeinde befindet, zu einer wichtigen Schlacht zwischen den Mapuche und den spanischen Eroberern. Im Zuge dieser Schlacht wurde der Toqui der Mapuche Caupolicán gefangen genommen und später in Cañete hingerichtet. Die heutige Siedlung von Los Alamos wurde um 1885 von Medardo Reyes gegründet und war damals Teil der Kommune Lebu. Ursprünglich errichtete Reyes dort ein Gasthaus für Reisende zwischen Lebu, Cañete und Curanilahue. In der Folge wurde das Gebiet durch die Okkupation der Region durch die chilenische Armee sowie den Bau einer Eisenbahnlinie weiter erschlossen. Am 22. Dezember 1891 wurde Los Álamos schließlich von Lebu abgespalten und zu einer eigenständigen Gemeinde ernannt.

## Demografie und Geografie
Laut der Volkszählung aus dem Jahr 2017 leben in Los Álamos 21.035 Einwohner, davon sind 10.203 männlich und 10.832 weiblich. 89,0 % leben in urbanem Gebiet, der Rest in ländlichem Gebiet. Etwa ein Viertel der Einwohner von Los Álamos fühlt sich auch heute noch den Mapuche angehörig. Hauptort der Kommune ist die Ortschaft Los Álamos, in der sich beispielsweise auch das Registro Civil befindet. Allerdings gibt es kein festes Gemeindezentrum, die Bevölkerung verteilt sich auf viele Dörfer wie Los Ríos, Cerro Alto, Tres Pinos, Antihuala, Sara de Lebu sowie Pangue. Die Kommune hat eine Fläche von 599,1 km² und grenzt im Norden an Curanilahue, im Osten an Angol in der Región de la Araucanía, im Süden an Cañete, im Südwesten an den Pazifischen Ozean sowie im Nordwesten an Lebu.

## Wirtschaft und Politik
In Los Álamos gibt es 161 angemeldete Unternehmen. Wichtig sind dabei nach wie vor Land- und Forstwirtschaft. Der aktuelle Bürgermeister von Los Álamos ist Pablo Vegas Verdugo von der rechtskonservativen UDI. Auf nationaler Ebene liegt Los Álamos im 21. Wahlkreis, unter anderem zusammen mit Los Ángeles, Arauco, Lota und Mulchén.

## Persönlichkeiten
- Daúd Gazale (* 1984), Fußballspieler